# 森本浩志
森本 浩志（もりもと ひろし、1943年(昭和18年)3月28日 - ）は、日本の原子力技術者。関西電力副社長原子力事業本部長として、部落解放同盟元幹部の森山栄治から金品を受け取った。

## 生出・学歴・職歴等
昭和18年3月28日生まれ。高知県の出身。土佐中学校・高等学校36回生。
1965年京都大学工学部卒業。1965年4月関西電力株式会社に入社。1999年6月関西電力取締役に就任。2001年6月関西電力常務取締役に就任。2003年6月関西電力取締役副社長に就任。2008年4月にはエネルギー総合工学研究所の理事（非常勤）となっている。。
2009年6月日本原子力発電株式会社取締役社長に就任。2009年7月原子力発電環境整備機構（NUMO）監事(非常勤)に就任。2011年4月には原子力環境整備促進・資金管理センターの監事(非常勤)となっている。

## 発言
2011年1月6日、福井県敦賀市に増設を計画中の敦賀原発3、4号機の運転開始時期について、国の耐震審査の長期化を受け、それぞれ2016、17年としていた当初の予定から遅れるとの見通しを示した。福井県庁などで記者会見した。運転開始から40年を超えた国内最古の商業炉、敦賀1号機については「（16年までの）延長期間を変えるつもりはない」と強調した。

## 金銭受領・便宜供与問題
2005年から2006年頃にかけて、高浜原子力発電所がある福井県大飯郡高浜町の森山栄治助役から、「原発マネー」とおぼしき100万円相当以上の金品を受け取っていたことが明らかになった。　